# BookSpot
BookSpot was een boekenwebwinkel voor Nederland en België. Het was de opvolger van ECI (later gestileerd als eci), voorheen onderdeel van het failliet gegane ECI Holding B.V. (oorspronkelijk Europa Club Internationaal). Dat was een Nederlandse boekenwebwinkel, eerder bekend als 'boekenclub', en tot medio 2009 eigendom van mediabedrijf Bertelsmann. Hierna kwam ECI in handen van investeringsgroep Clearwood. Gedurende deze periode werd een aantal reorganisaties doorgevoerd vanwege tegenvallende resultaten na de eerdere goede cijfers in de jaren 70 en 80. Eind 2013 kwam ECI alsnog in de problemen en Clearwood trok zich terug, waarop een faillissement volgde.
Het bedrijf maakte in februari 2014 een doorstart onder de vleugels van de nieuwe eigenaar Novamedia. In maart 2018 maakte ECI bekend verder te gaan onder de naam BookSpot.
In 2020 werd BookSpot overgenomen door Audax, het moederbedrijf van Bruna en AKO. Eind 2023 is BookSpot onderdeel geworden van Bruna.

## Geschiedenis
ECI werd opgericht in januari 1967 door de Duitse uitgeversreus Bertelsmann AG. In 1985 slokte ECI de Nederlandse Boekenclub (NBC) op; een jaar later, in 1986, volgde een fusie met de Nederlandse Lezerskring Boek en Plaat (NLK). ECI beschikte halverwege de jaren tachtig over een marktaandeel in het algemene boek dat schommelde tussen de 23 en 28 procent. De club had toen meer dan een miljoen leden en exploiteerde in de grote steden achttien zogenoemde 'clubwinkels'.
Na de eeuwwisseling had ECI moeite om mee te komen met de opkomst van internet, waar concurrenten als BOL zich inmiddels op hadden gestort. De omzet daalde en een aantal reorganisaties volgde. Ook werd er in deze periode een aantal maal van eigenaar gewisseld. In 2011 sloot ECI al haar fysieke winkels en ging verder als online winkelketen. In januari 2014 vroeg de webwinkel uitstel van betaling. E-Ways, onderdeel van ECI Holding B.V., ook beheerder van de online activiteiten van Free Record Shop en Cosmox, vroeg faillissement aan; hiermee kwamen alle online diensten per direct stil te liggen. Op 9 januari 2014 werd ECI failliet verklaard door de rechtbank Midden-Nederland.
Op 4 februari 2014 werd de doorstart van ECI bekend onder marketing- en mediaorganisatie Novamedia. Door deze actie konden 35 van de vijftig werknemers voor de online boekwinkel blijven werken en de naam ECI bleef behouden. De overname werd in de weken erna afgerond. De overnamesom werd niet bekendgemaakt. Novamedia is eigenaar van enkele loterijformats, zoals die van de Nationale Postcode Loterij.
De bedrijfsnaam ECI is met ingang van 1 maart 2018 veranderd in de naam BookSpot. Dit ging gepaard met de lancering van een nieuwe website en een nieuw abonnementsconcept. De verplichte kwartaalaanschaf is hierbij vervangen door een nieuw kortingsmodel voor leden.
In april 2020 is BookSpot overgenomen door de Audax Groep. De online boekwinkel is daarmee onderdeel geworden van de holding die ook de eigenaar is van de boekhandels Bruna, AKO en The Read Shop. Op 27 september 2023 maakte de webwinkel via een nieuwsbrief aan haar klanten bekend dat de activiteiten met ingang van 22 december 2023 zullen worden stopgezet.

## Handelsactiviteiten
ECI (hoofdkantoor aanvankelijk in Utrecht, daarin in Vianen, vervolgens in Houten) was een aanbieder van boeken, cd's, dvd's en games via verschillende verkoopkanalen als internet, post, telefoon en winkel in Nederland en België. Ook had ECI een loyaliteitsprogramma in de vorm van een boekenclub die tot 40% korting mocht geven onder de vaste boekenprijs in Nederland. Dat is de prijs die bepaald is door de uitgever voor alle winkels, met een uitzondering onder bepaalde voorwaarden: een boekenclub mag korting geven aan zijn leden op boeken vanaf 4 maanden na publicatie. Leden waren die afnemers die in 1 jaar ten minste vier clubartikelen aanschaften: boeken, maar ook cd's, dvd's of games.
Leden die niet gemiddeld 1 clubartikel per kwartaal aanschaften ontvingen sinds 2009 een vrije-keuzebon om op een ander moment clubartikelen te kunnen kiezen. Tot 2009 ontvingen leden een door ECI gekozen boek (het kroonboek) om te voldoen aan de wet om boeken onder de vaste boekenprijs te kunnen aanschaffen.
ECI Nederland en ECI België waren twee verschillende organisaties die ieder een eigen marktbenadering hadden. België kende tot medio 2017 namelijk geen Wet op de vaste boekenprijs, maar een Wet op de handelspraktijken.

## Culturele activiteiten
Bij ECI liep de langstlopende literaire reeks van Nederland, Schrijvers van Nu. Sinds 1978 werd een podium geboden aan nieuwe romanschrijvers. Uit het grote aanbod van beginnende schrijvers koos een jury van deskundigen elk kwartaal de opvallendste roman uit. Sinds de start hebben meer dan 125 schrijvers deelgenomen aan deze reeks, onder wie J. Bernlef, Tessa de Loo, Manon Uphoff, Kluun, Arnon Grunberg, A.F.Th. van der Heijden en Cees Nooteboom.
Stichting Lezen werd in 1988 opgericht door ECI B.V., de Koninklijke Boekverkopersbond, het Nederlands Uitgeversverbond en de Vereniging van Openbare Bibliotheken. In 1994 werd de stichting door het ministerie van Onderwijs, Cultuur en Wetenschap (OCW) aangewezen als landelijk platform voor leesbevordering. Sindsdien beheert de stichting het door het ministerie beschikbaar gestelde budget voor leesbevordering.
In 2015 werd ECI sponsor van de ECI Literatuurprijs (voorheen gesponsord door AKO), die sinds 2018 bekend staat als de BookSpot Literatuurprijs.